# María del Pino García Padrón
María del Pino García Padrón (Arucas, Gran Canària, 23 d'agost de 1961) és una jugadora d'escacs canària, bicampiona estatal espanyola els anys 1980 i 1983. És germana del també escaquista José García Padrón.

## Resultats destacats en competició
Va ser dues vegades campiona d'Espanya, els anys 1980 i 1983, i també fou subcampiona en quatre ocasions, els anys 1975, 1977, 1982 i 1984.
Va participar representant Espanya en les Olimpíades d'escacs en cinc ocasions, els anys 1974, 1976, 1978, 1980, i 1982, i hi va aconseguir l'any 1974, a Medellín, la medalla de plata individual al segon tauler, i l'any 1976, a Haifa, la medalla de bronze per equips.